# Orgellandschaft Thüringen

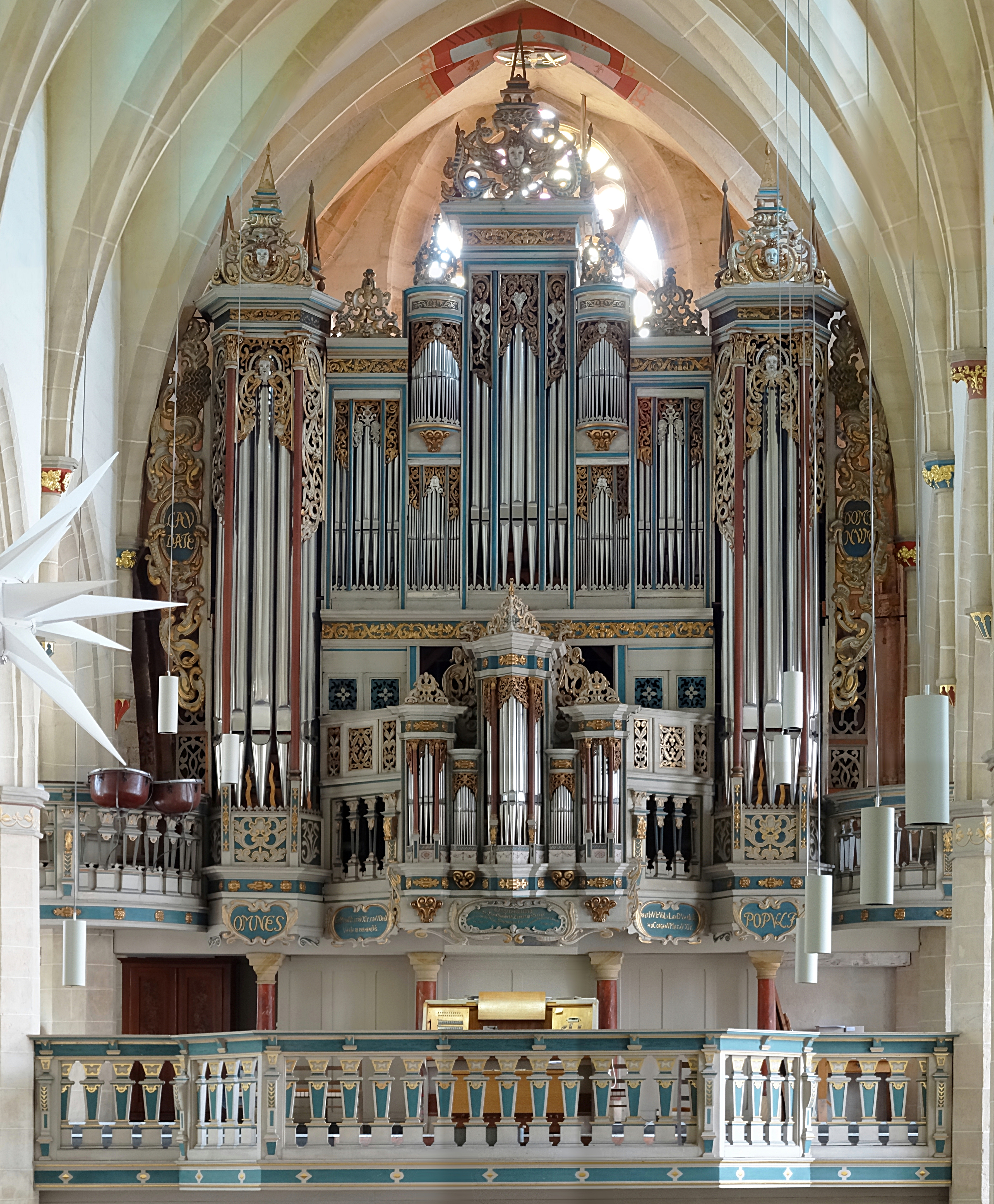
Compenius-Prospekt von 1648 in Erfurt

Die Orgellandschaft Thüringen umfasst den historisch gewachsenen Orgelbestand im Freistaat Thüringen. Die Kulturregion war seit der Erfurter Teilung (1572) einer Aufteilung in verschiedene Fürsten- und Herzogtümer und sich ändernden Grenzverläufen unterworfen. Vom 17. bis 19. Jahrhundert entwickelte sich eine eigenständige Orgellandschaft, die mit dem Wirken von Tobias Heinrich Gottfried Trost ihre Blütezeit erreichte.
Der Artikel befasst sich mit der Geschichte des Orgelbaus und den erhaltenen Orgeln im Gebiet des heutigen Thüringen. Weiterführende Informationen zu einzelnen Instrumenten sind in der Liste von Orgeln in Thüringen zu finden.

## Gotik und Renaissance

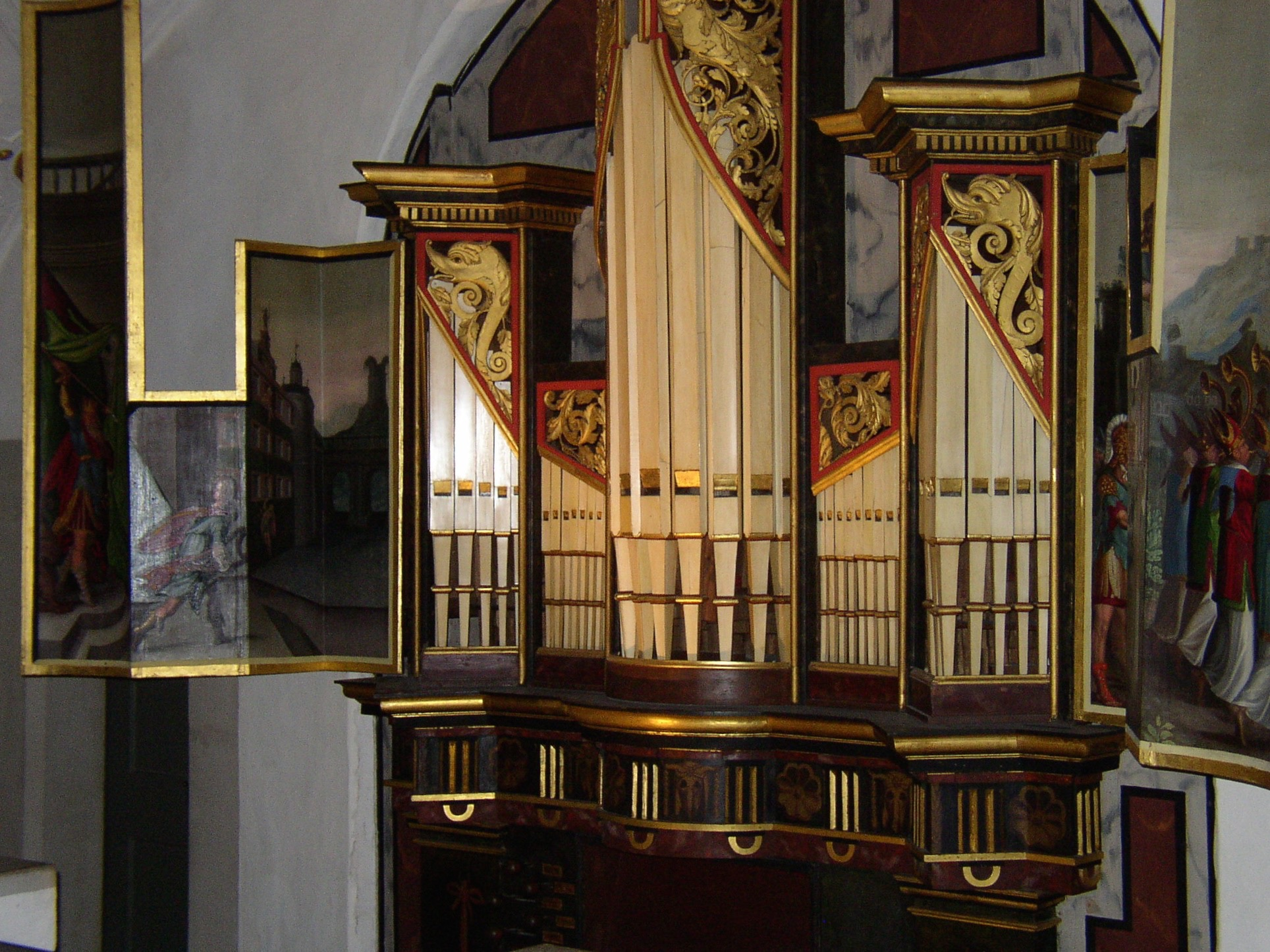
Meyer-Orgel von 1590

Im 13. Jahrhundert finden sich erste Hinweise auf Orgeln in Thüringen. So ist für das Jahr 1225 eine Orgel im Erfurter Dom nachweisbar, für 1226 eine in der dortigen Peterskirche der Benediktinerabtei. Das Chorgestühl des Erfurter Doms ist mit spätgotischem Schnitzwerk aus den 1350er Jahren verziert, das einen Engel zeigt, der ein kleines Positiv spielt. Die älteste erhaltene Orgel Thüringens wurde im Jahr 1590 im Auftrag von Landgrafen Wilhelm IV. von Daniel Meyer aus Göttingen fertiggestellt. Das Instrument in Schloss Wilhelmsburg in Schmalkalden hat sechs Holzregister mit insgesamt 252 Pfeifen und steht damit wie die Orgel von Schloss Frederiksborg von Esaias Compenius dem Älteren in der Tradition des „organo di legno“.  Die Prospektpfeifen sind mit Gold und Elfenbein belegt und werden durch geschnitztes Rankenwerk bekrönt. Vier Labial- und zwei Zungenregister ermöglichen ein reiches Klangspektrum, in dem italienische mit norddeutsch-niederländischen Farben zu einer Einheit verschmelzen. Der Prinzipal hat vokale Qualität, die Flöten klingen sanft und die beiden Regalregister herbe und altertümlich. Das Werk ist eine der bedeutendsten Renaissance-Orgeln in Nordeuropa.

## Barock

Thüringen im Jahr 1680

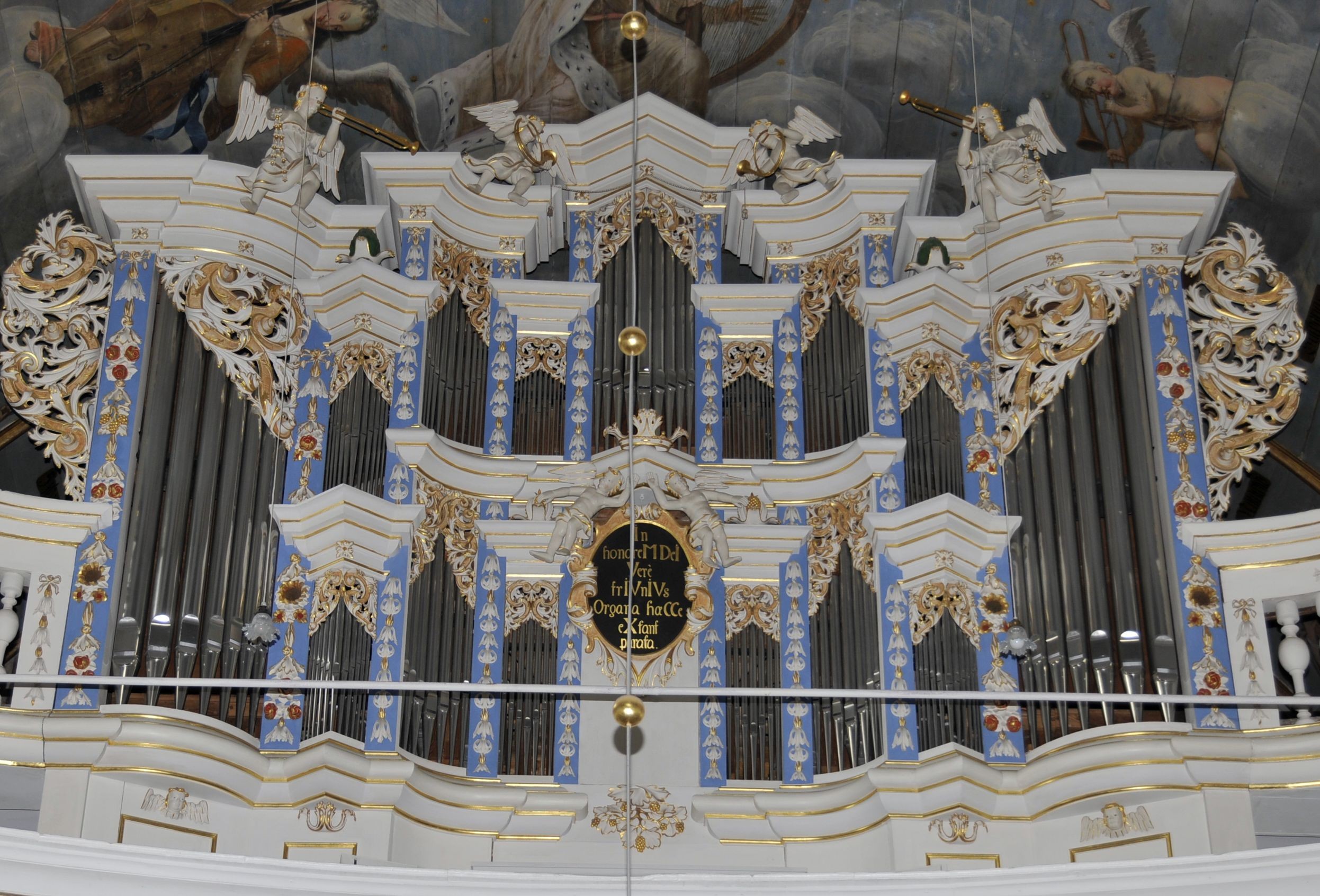
Volckland-Orgel in Mühlberg (1729)

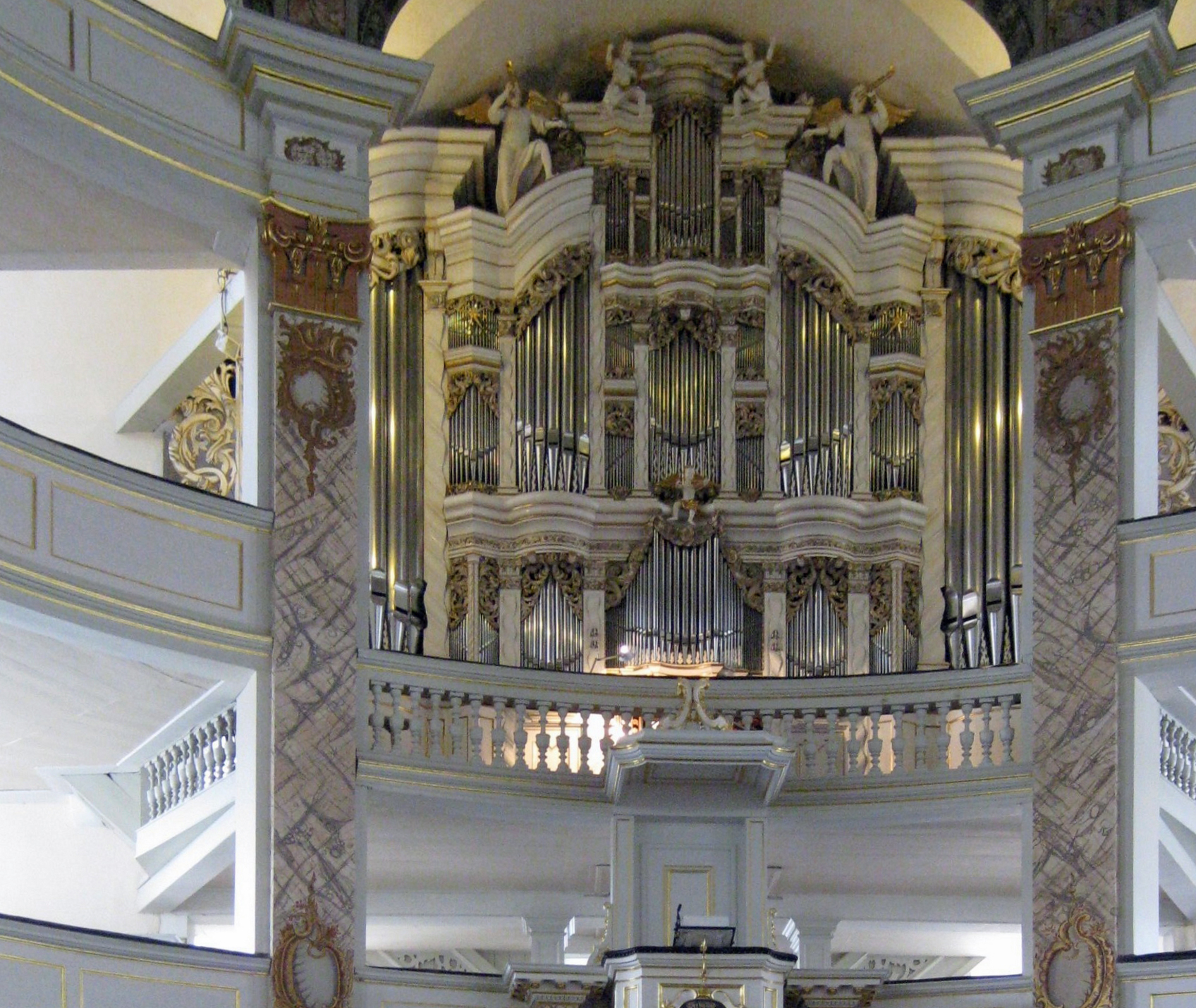
Trost-Orgel der Stadtkirche Waltershausen (1730)

Im Zeitalter des Barock erreichte der thüringische Orgelbau seinen Höhepunkt. Im Vergleich mit dem konventionelleren sächsischen Orgelbau waren die Dispositionen fantasiereicher und kammermusikalischer. Die Prospekte waren komplexer und zeichneten sich durch eine große Zahl von Türmen und Pfeifenfeldern mit eigenen profilierten Gesimsen aus.
Ludwig Compenius entstammte der bekannten Familie Compenius, die zu den führenden mitteldeutschen Orgelbauerfamilien im 16. und 17. Jahrhundert gehörte. Von ihm ist der frühbarocke Prospekt in der Erfurter Predigerkirche aus dem Jahr 1648 erhalten. Die Orgelbauerfamilie Papenius, deren Stammvater Georg Benedict Papenius um 1662 in Nordhausen wirkte, war anfangs vor allem in Nordthüringen aktiv. Zeugnis ist die noch erhalte Orgel aus dem Jahre 1662 in der St. Martin und Johannes-Kirche in Bielen.
Johann Osan schuf 1668 eine Orgel in Oberweimar/St. Peter und Paul, von der noch das historische Gehäuse original ist. Der sächsische Orgelbauer Christoph Donat baute 1683 in der Eisenberger Schlosskirche ein Instrument, das Tobias Heinrich Gottfried Trost 1731–1733 erweiterte. Von Johann Friedrich Wender sind in der Johann-Sebastian-Bach-Kirche (Arnstadt) der Prospekt und 320 Pfeifen aus den Jahren 1699–1703 erhalten. Johann Sebastian Bach hatte an der neuen Orgel von 1703 bis 1707 seine erste Organistenstelle inne. In Bachs Taufkirche, der Georgenkirche in Eisenach, ist der Prospekt des Eisenacher Orgelbauers Georg Christoph Stertzing (1707) erhalten. Die noch zum großen Teil originale Stertzing-Orgel in Büßleben/St. Petri stammt aus dem Jahr 1702. Sie wurde ursprünglich für die Erfurter Peterskirche gebaut und 1812 nach der Aufhebung des Benediktinerklosters umgesetzt.
Eigentümlich ist die barocke Orgelanlage in Bedheim/St. Kilian. Die Orgel von Nicolaus Seeber von 1711 wurde um eine Schwalbennestorgel von Caspar Schippel aus dem Jahr 1721 ergänzt, deren mechanische Konstruktion von 20 Meter langen Holzabstrakten mit der Hauptorgel verbunden und vom unteren Manual aus bespielbar ist. Im selben Jahr stellte Heinrich Nicolaus Trebs seine Orgel in Niederroßla fertig, für die Johann Gottfried Walther die Disposition entwarf. In Wickerstedt schuf Trebs 1738 eine Orgel unter Einbeziehung von Teilen aus der Vorgängerorgel des 17. Jahrhunderts. Konkurrent von Seeber und vermutlich Nachfolger von Schippel war Johann Christian Dotzauer, der im Herzogtum Sachsen-Hildburghausen wirkte. Die kleine Orgel eines unbekannten Orgelbauers in der Kapelle von Burg Bodenstein aus der Zeit um 1725 umfasst Pfeifenwerk, das ebenfalls teilweise aus 17. Jahrhundert stammt. Das Gehäuse war ursprünglich wahrscheinlich ein Rückpositiv, das im 18. Jahrhundert zu einer Altarorgel umgebaut wurde. Johann Georg Fincke baute in Altenbeuthen/Vierzehnheiligen (Jena) (1716), Neustadt an der Orla/Stadtkirche Sankt Johannes (1726) und Gräfenthal/St. Marien (1729) Orgeln.
Zu den produktiven thüringischen Orgelbauern der Barockzeit zählt Johann Georg Schröter mit Werken in Rohda (1719), Kerspleben (1720, teils erhalten), Töttleben (1722), Wandersleben/St. Petri (1724, teils erhalten), Klettbach (1725, Zuschreibung), Niedernissa (1731), Neuroda (1742) und Andisleben (1743). Eilert Köhler, der aus Burhave stammte, baute 1738–1740 eine Orgel für die Suhler Kreuzkirche. Das Instrument von Johann Christoph Thielemann in Pfullendorf (1711) basiert auf einem Zwei-Fuß-Prospekt, jenes in Molsdorf (1721) auf einem Vier-Fuß-Prospekt. Seine Orgel in Gräfenhain/St. Trinitatis (1728–1731) verfügt über ein Glockenwerk und einen Zimbelstern. Teilweise erhalten ist die Thielemann-Orgel in Grabsleben/St. Magdalena (1738–1739).
Vom sächsischen Orgelbauer Gottfried Silbermann befinden sich zwei Orgeln auf dem Gebiet des heutigen Thüringen, in der Ponitz Friedenskirche (1734–1737) und in der Schlosskapelle von Schloss Burgk (1743?). Beide Werke sind weitgehend unverändert erhalten. Der Erfurter Orgelbauer Franciscus Volckland schuf qualitativ hochwertige Instrumente, von denen einige erhalten sind: Mühlberg/St. Lukas (1729), Erfurt/Neuwerkskirche (1737), Sohnstedt/St. Trinitatis (um 1740), Elxleben/St. Peter und Paul (1750–1751) und Tröchtelborn/St. Bonifatius (1767). Volckland schuf nur ein- und zweimanualige Orgeln, deren Dispositionen ähnlich wie bei Silbermann starke Übereinstimmungen aufweisen.
Der bedeutendste thüringische Orgelbauer war Tobias Heinrich Gottfried Trost. Insgesamt baute er 21 neue Orgeln, fünf baute er um. Erhalten sind seine Orgeln in Großengottern/St. Walpurgis (1712–1716), in der Stadtkirche Waltershausen (1722–1730), in der Schlosskirche Altenburg (1736–1739), Thonhausen (1744–1746). Seine Werke in Altenburg und Waltershausen zählen „zu den Glanzleistungen des mitteldeutschen Orgelbaus im 18. Jahrhundert“. Trost war ein innovativer Orgelbauer, der im Gegensatz zu Silbermann experimentierfreudig war. Typisch für den thüringischen Orgelbau sind die zahlreichen Acht-Fuß-Register in Äquallage, die ungewöhnlichen Klangfarben und das sanfte Plenum.
Im Bachhaus Eisenach sind mehrere Positive aus dem Barock ausgestellt, darunter eins von 1650, das älteste erhaltene thüringische Orgelpositiv.

## Rokoko und Klassizismus

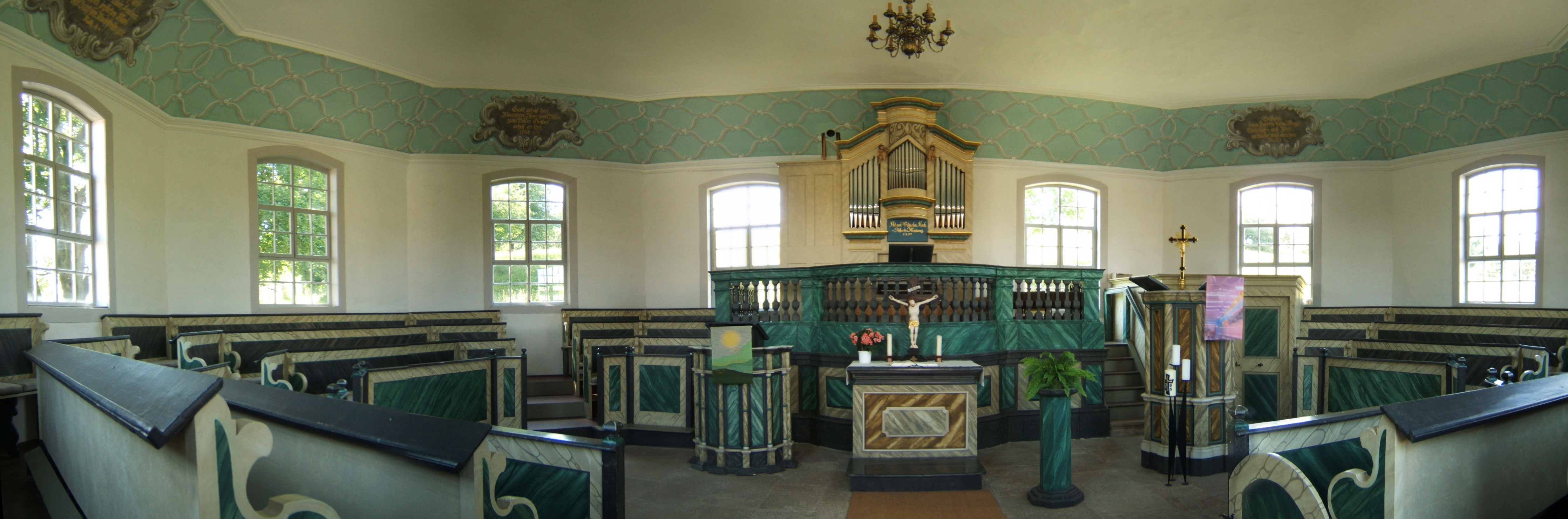
Rommel-Orgel in Geba (1793)

Johann Michael Wagner begründete zusammen mit seinem Bruder Johannes Wagner ein Familienunternehmen, das über drei Generationen in Thüringen und Hessen tätig war. Die Familie Holland übernahm später die praktische Ausführung. Johann Michael Wagner selbst wirkte fast sechs Jahrzehnte als Orgelbauer. Erhalten ist seine Orgel in der Suhler Marienkirche (1760–1762). Von Johann Stephan Schmaltz stammen die Orgeln in Kornhochheim/St. Nikolaus (1745), Elleben (1768), Altenfeld (1776) und Hohenebra/Kirche „Gloria Deo“ (1778).
Johann Caspar Rommel wirkte in der zweiten Hälfte des 18. Jahrhunderts in Westthüringen und Osthessen. Seine reich gestalteten Prospekte folgen mainfränkischer Tradition. Er baute Orgeln in Herpf/St. Johannis (1752?), Kaltenlengsfeld (1755–1757), möglicherweise Stedtlingen (1750), Wohlmuthshausen (1765/1766), Zella-Mehlis/St. Blasii (1778/1779), Geba (1793).
Von Johann Benjamin Witzmann stammt das Instrument in Oßmannstedt/St.-Petrus-Kirche aus dem Jahr 1810. Fast vollständig erhalten ist die Orgel von Johann Christian Adam Gerhard in Dornburg/St.-Jacobi-Kirche (1820), die fünf Register aus der Vorgängerorgel einbezog. Weitgehend original ist sein Werk in Großobringen/St. Peter und Paul (1819/1820). Sein denkmalgeschütztes Spätwerk in Saalborn (1834) steht an der Schwelle vom Klassizismus zur Frühromantik.

## Romantik

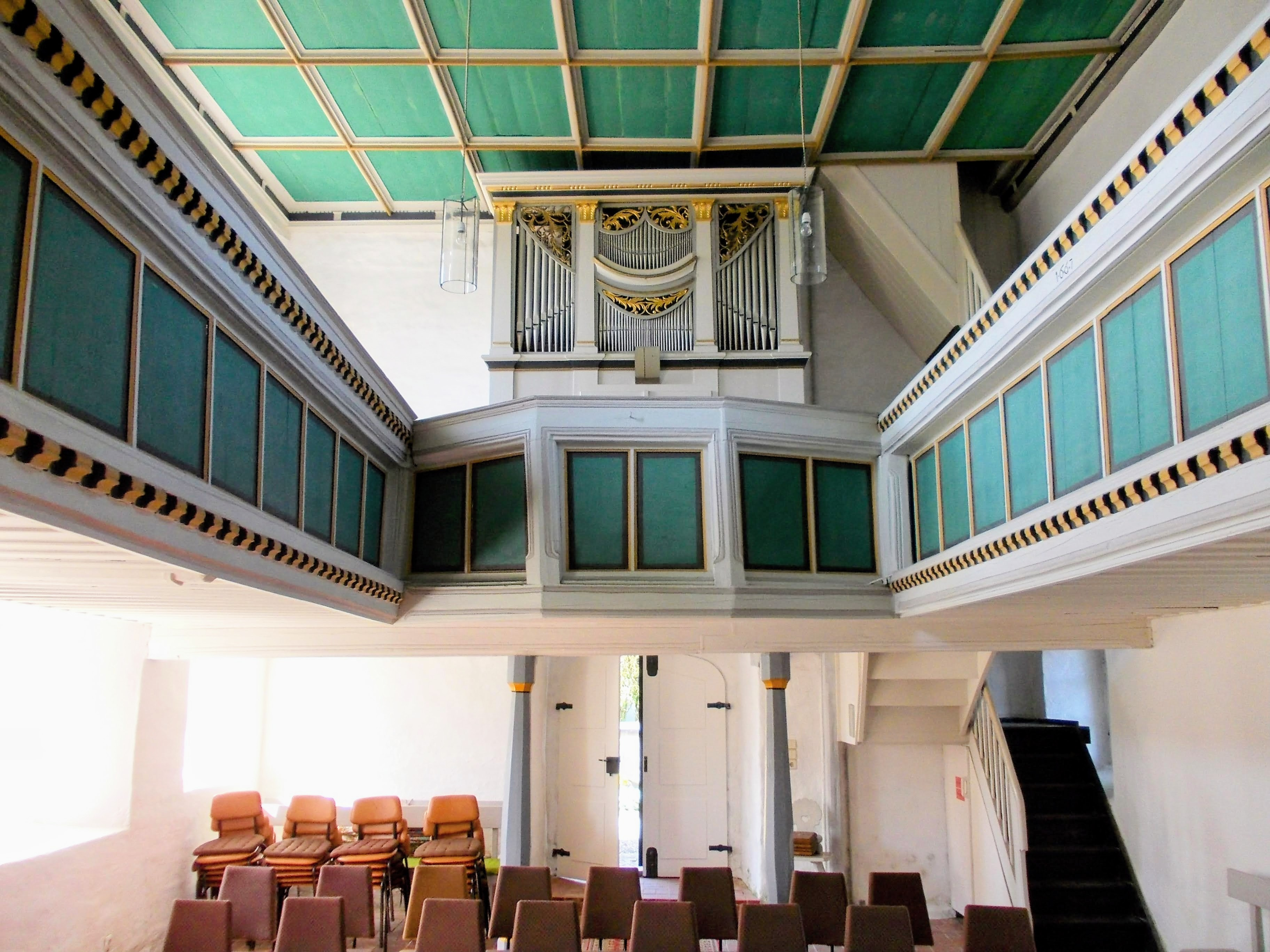
Opitz-Orgel in Frankenau (1853)

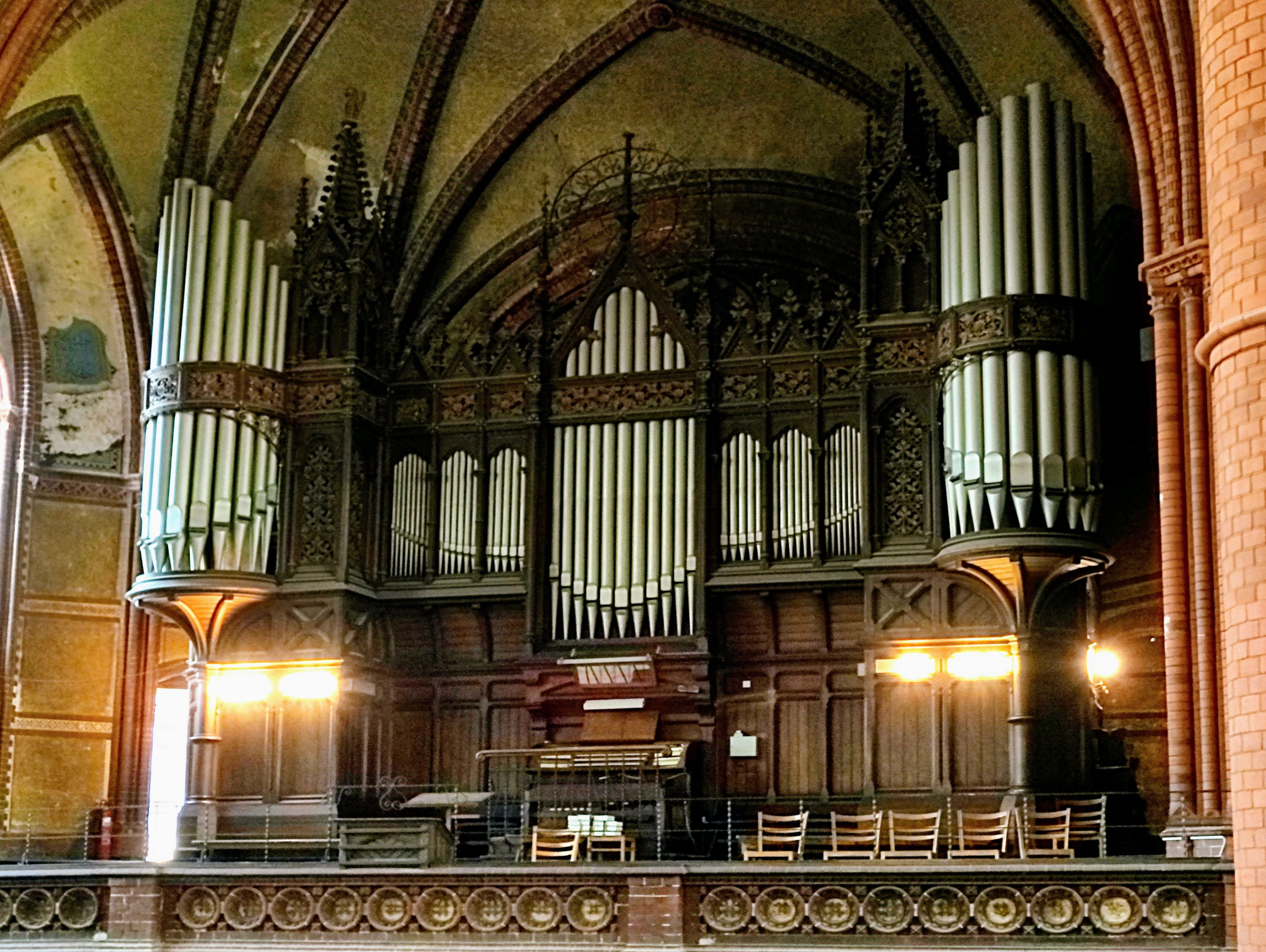
Sauer-Orgel in Apolda (1894)

Wie auch in anderen Orgellandschaften gingen mit dem Wandel der Klangästhetik in der Romantik große Veränderungen im Orgelbau einher. Das klassische Werkprinzip wurde aufgegeben. Aliquotregister, Zungen- und gemischte Stimmen wichen grundtönigen Registern, die eine möglichst stufenlose Klangdynamik ermöglichten. Die neuartigen Traktur- und Ladensysteme, die sich am Ende des 19. Jahrhunderts durchsetzten, revolutionierten den Orgelbau. Ab 1880 wurden die Prospekte vorwiegend neogotisch gestaltet.
Die Orgelbauerfamilie Schmerbach brachte in drei Generationen einen Johann Wilhelm Schmerbach hervor, was die spätere Zuweisung erschwert. Johann Wilhelm Schmerbach der Jüngere schuf 1838 in Rengelrode ein Werk, das fast keine Änderungen erfahren hat. Äußerst produktiv war die Orgelbauerfamilie Knauf. Valentin Knauf baute eine Orgel in Frankenhain/St. Leonhardi (1843), sein Sohn Friedrich Knauf eine für Schloss Friedenstein (1858).
Auf Christoph Opitz gegen 33 Orgelneubauten zurück, vor allem im Altenburger Raum. Von ihm stammen die Orgeln in Mohlis (1845), Göllnitz (1847), Hainspitz (1848), Hohenleuben (1852), Frankenau (1853), Jonaswalde (1855), Nauendorf (1857), Heyersdorf (1858), Reichstädt (1862), Gauern (1863), Dürrenebersdorf (1865), Buchheim (1866), Sommeritz (1869), Vollmershain (1870, für Weißbach erbaut) und Jauern (1879). Sein größtes Werk steht in Altkirchen (1871) und verfügt über 26 Register, die auf zwei Manuale und Pedal verteilt sind. Ähnlich viele Orgelneubauten schuf Julius Strobel, der entscheidend von seinem Lehrmeister Johann Friedrich Schulze geprägt wurde. Strobel-Orgeln stehen in Holzengel/St.-Trinitatis-Kirche (1844), Wasserthaleben (1845), Himmelsberg/St.-Mauritius-Kirche (1847), Steinthaleben/St. Dionysius (1852), Donndorf/St. Peter und Paul (1856), Schloss Sondershausen (1859), Günserode/St. Nikolaus (1860), Gehofen/St. Johann Baptist (1861), Seega (1868), Ichstedt (um 1870), Ringleben/St. Valentin (1876), Toba/St. Moritz (1879), Schernberg/St. Crucis (1881), Badra/St. Spiritus (1883), Wenigensömmern/Cyriakuskirche (1884), Stempeda/St. Moritz, Udersleben (1884), Bad Frankenhausen/St. Marien (1886) und Nausitz/St. Johannis (1893). Seine beiden Söhne Reinhold & Adolf Strobel bauten 1897 die Orgel in Bretleben/St. Johannes. Die Orgel der Kirche von Denstedt wurde von den Gebrüder Peternell 1860 errichtet und regelmäßig von Franz Liszt genutzt, der hier Privatkonzerte und „Orgelconferenzen“ veranstaltete. August Witzmann, Sohn von Johann Benjamin Witzmann, baute die Orgel in Bechstedtstraß/St. Bonifatius in den Jahren 1875 bis 1877.
Ende des 19. Jahrhunderts ging der thüringische Orgelbau im allgemeinen Orgelbau auf. Überregional und teils international tätige Orgelbauer beherrschten das Feld und produzierten Orgeln in großer Stückzahl. Der berühmte Friedrich Ladegast aus Weißenfels schuf die Orgel in Rudolstadt/St. Andreas (1882) hinter dem historischen Prospekt von 1636. Das dreimanualige Werk von Richard Kreutzbach (Borna) in der Johanniskirche Gera (1885) hatte Kastenladen und Glasspielventile, die Kreutzbach selbst entwickelt hatte. An der Orgel von Martin Josef Schlimbach & Sohn in der Stadtkirche Meiningen (1889) wirkte Max Reger von 1911 bis 1914. Die Orgel von Wilhelm Sauer in der Stadtkirche Bad Salzungen (1909) wurde nach Vorstellungen von Reger konstruiert. Sauer hatte in Frankfurt an der Oder ein Fabrikationsgebäude und baute zu Lebzeiten über 1100 Orgeln. Erhaltene Werke stehen in Mühlhausen/Marienkirche (1891), Lutherkirche Apolda (1894) und Saalfeld/Johanniskirche (1894, hinter barockem Prospekt). Ernst Röver baute eine Orgel mit pneumatischer Traktur in der Salvatorkirche Gera (1903–1905).
Einige Kirchen besitzen eine Orgel von E. F. Walcker & Cie aus Ludwigsburg, so die Herderkirche in Weimar (1907). Das Werk in Ilmenau/St. Jakobus (1911) ist mit elektropneumatischen Kegelladen ausgestattet und ist mit 65 Registern auf drei Manualen und Pedal die größte romantische Orgel in Thüringen. Die Walcker-Orgel im Erfurter Augustinerkloster (1936) hat einen Freipfeifenprospekt.

## 20. und 21. Jahrhundert

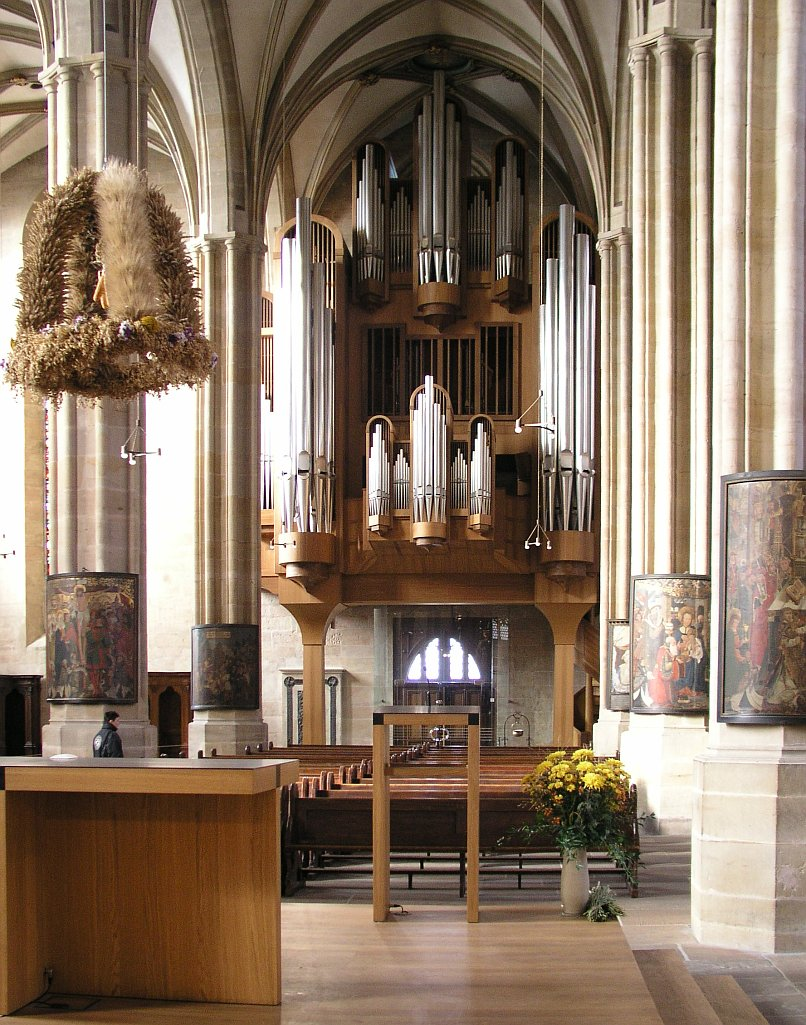
Schuke-Orgel im Erfurter Dom (1992)

Ab dem 20. Jahrhundert wurden die meisten Neubauten von Orgelbauern errichtet, die außerhalb von Thüringen ihren Sitz hatten. Alexander Schuke aus Potsdam baute in Thüringen vier große, dreimanualige Orgelwerke, in der Erfurter Thomaskirche (1950), in der Mühlhauser Divi-Blasii-Kirche (1958), in der Predigerkirche Erfurt (1977) und im Erfurter Dom (1992). Die neobarocke Orgel in Gera/St. Elisabeth von Paul Ott aus Göttingen (1958) wurde für St. Michael (Hildesheim) erbaut und 2004 in etwas verkleinerter Form in Gera wieder aufgebaut. Für den Konzertsaal der Hochschule für Musik Franz Liszt Weimar bauten Jehmlich Orgelbau Dresden 1993 und für die dortige Herz-Jesu-Kirche Orgelbau Waltershausen 2011 dreimanualige Orgeln. Die Gründung von Rösel & Hercher Orgelbau 1990 wurde ebenso wie Orgelbau Waltershausen 1991 durch die Deutsche Wiedervereinigung ermöglicht. Auch beim Traditionsunternehmen Orgelbau Schönefeld in Stadtilm bilden die Restaurierungen historischer Instrumente einen Schwerpunkt der Tätigkeit.